# Europaparlamentet
Europaparlamentet (EP), även känt som EU-parlamentet, är den ena lagstiftande institutionen inom Europeiska unionen; den andra är Europeiska unionens råd. Parlamentet består av 720 ledamöter, som väljs genom allmänna och direkta val vart femte år och som företräder unionsmedborgarna direkt på europeisk nivå. Parlamentet kan förenklat liknas vid ett underhus i ett tvåkammarsystem.
Parlamentet ansvarar för att lagstifta och anta unionens årliga budget tillsammans med Europeiska unionens råd. Lagförslag läggs i regel fram av Europeiska kommissionen och måste godkännas av både parlamentet och rådet för att antas. Parlamentet utövar även viss parlamentarisk kontrollmakt över kommissionen, med möjligheten att avsätta den genom en misstroendeförklaring. En ny kommission kan inte tillträda utan att först ha utfrågats och godkänts av parlamentet.
Parlamentet leds av en talman, som sedan den 18 januari 2022 är Roberta Metsola (EPP). Ledamöterna är organiserade efter politisk tillhörighet i olika partigrupper, och inte efter nationalitet. De utses genom direkta val; det senaste ägde rum den 6–9 juni 2024 och nästa är planerat till den 7–10 juni 2029. Europaparlamentets officiella säte ligger i Strasbourg, Frankrike, men parlamentet har även förberedande och kompletterande sammanträden i Bryssel, Belgien.

## Historia

### Bildandet av en rådgivande församling
Europaparlamentets historia sträcker sig tillbaka till inrättandet av den första rådgivande församlingen, även känd som Gemensamma församlingen, inom Europeiska kol- och stålgemenskapen. Idén om en rådgivande församling fanns inte med i den ursprungliga Schumandeklarationen från den 9 maj 1950, utan var en idé som initierades av Jean Monnet vid förhandlingarna om Parisfördraget. Församlingen var tänkt att verka som en motvikt till den verkställande institutionen, Höga myndigheten, med granskande och rådgivande, men inte lagstiftande, funktioner. I den slutgiltiga versionen av Parisfördraget, som trädde i kraft den 23 juli 1952, blev parlamentet en av fyra institutioner med syfte att företräda folken i medlemsstaterna:
| ”                                                                                                | Församlingen, som skall bestå av företrädare för folken i de i gemenskapen sammanslutna staterna, skall utöva de kontrollerande befogenheter som den har tilldelats genom detta fördrag. | „ |
| – Artikel 20 i fördraget om upprättandet av Europeiska kol- och stålgemenskapen (Parisfördraget) | |   |

Gemensamma församlingen blev den första internationella församlingen att inrättas enligt en parlamentarisk modell. Efter undertecknandet av ett nytt fördrag – fördraget om upprättandet av Europeiska försvarsgemenskapen – den 26 maj 1952 fick Gemensamma församlingen i september 1952 i uppdrag att utarbeta ett utkast om upprättandet av en politisk gemenskap. Eftersom Frankrikes nationalförsamling stoppade förslaget om en försvarsgemenskap 1954 inriktades samarbetet dock istället på ekonomiska frågor. När Romfördragen trädde i kraft den 1 januari 1958 blev församlingen en gemensam institution för de samtliga tre Europeiska gemenskaperna. Dess namn ändrades till ”Europeiska parlamentariska församlingen”, och den fick möjlighet att delta i processen med att utarbeta gemenskapernas budget. Den 30 mars 1962 antogs det nuvarande namnet ”Europaparlamentet”, vilket dock formaliserades i fördragen först i samband med europeiska enhetsakten, som trädde i kraft den 1 juli 1987.

### Vägen till ett folkvalt parlament med budgetfunktion

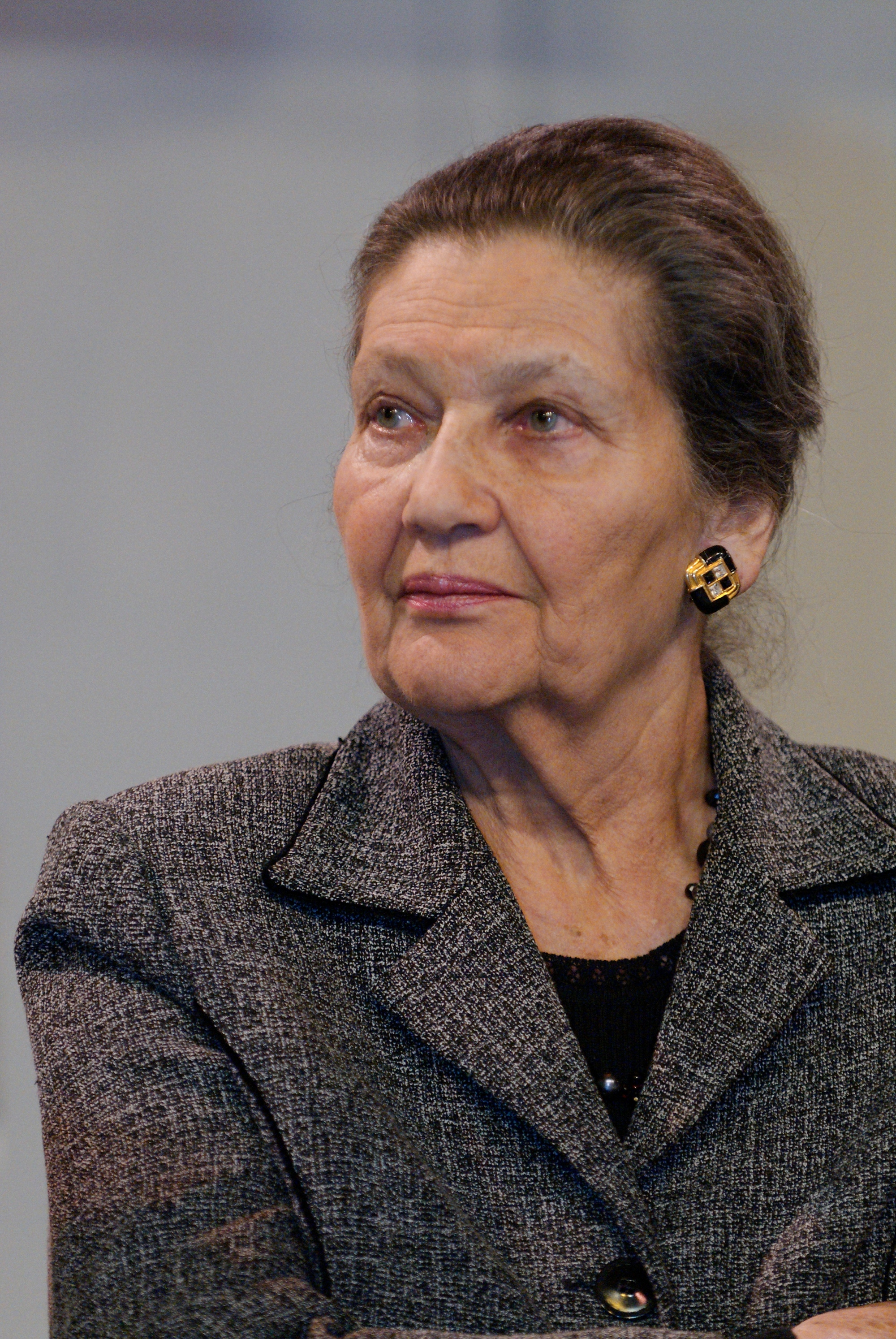
Simone Veil valdes till talman efter det första valet 1979.

Redan i de ursprungliga fördragen fastställdes att Europaparlamentet skulle bestå av företrädare som antingen valdes av medlemsstaternas nationella parlament för ett år i taget eller genom allmänna och direkta val. Några ytterligare bestämmelser om hur valen skulle utformas fanns dock inte, utan detta skulle fastställas genom en senare överenskommelse mellan de sex medlemsstaterna. Redan 1954 uttryckte församlingen krav om att direkta val skulle hållas, och 1960 utarbetade församlingen ett utkast till en konvention om direkta val, men rådet nådde ingen enighet i frågan. Det var först 1969 som frågan diskuterades på allvar i rådet och i Vendelrapporten, som utarbetades på initiativ av kommissionen, föreslogs direkta val. Enligt fördragen skulle församlingen väljas enligt en enhetlig valordning, men i Vendelrapporten tolkades fördragen som att de inte förpliktade en enhetlig valordning från första början, utan att valen istället kunde göras enhetliga med tiden. Detta möjliggjorde för medlemsstaterna att hålla valen till Europaparlamentet enligt sina respektive seder och bruk, något som dittills hade utgjort ett hinder för att nå en överenskommelse. Medlemsstaternas stats- eller regeringschefer kom i december 1974 överens om att allmänna val skulle hållas till Europaparlamentet runt 1978. Detta ledde fram till antagandet av akten om val till Europaparlamentet av rådet den 20 september 1976. Efter att ha ratificerats av alla medlemsstater i enlighet med deras respektive konstitutionella bestämmelser kunde det första valet till Europaparlamentet äga rum den 7–10 juni 1979. De folkvalda parlamentarikerna höll sin första session den 11 juli 1979 och valde då Simone Veil till parlamentets första kvinnliga talman.
Parallellt med diskussionerna kring de allmänna valen erhöll Europaparlamentet utökade budgetbefogenheter under 1970-talet. Genom första budgetfördraget fick parlamentet inflytande över delar av gemenskapernas budget. Dess befogenheter utökades ytterligare till att täcka hela budgeten genom andra budgetfördraget. Samtidigt fick parlamentet ensamt ansvar för att bevilja Europeiska kommissionen ansvarsfrihet mot bakgrund av rapporter från den nyinrättade Europeiska revisionsrätten.

### Utökade granskande och lagstiftande befogenheter

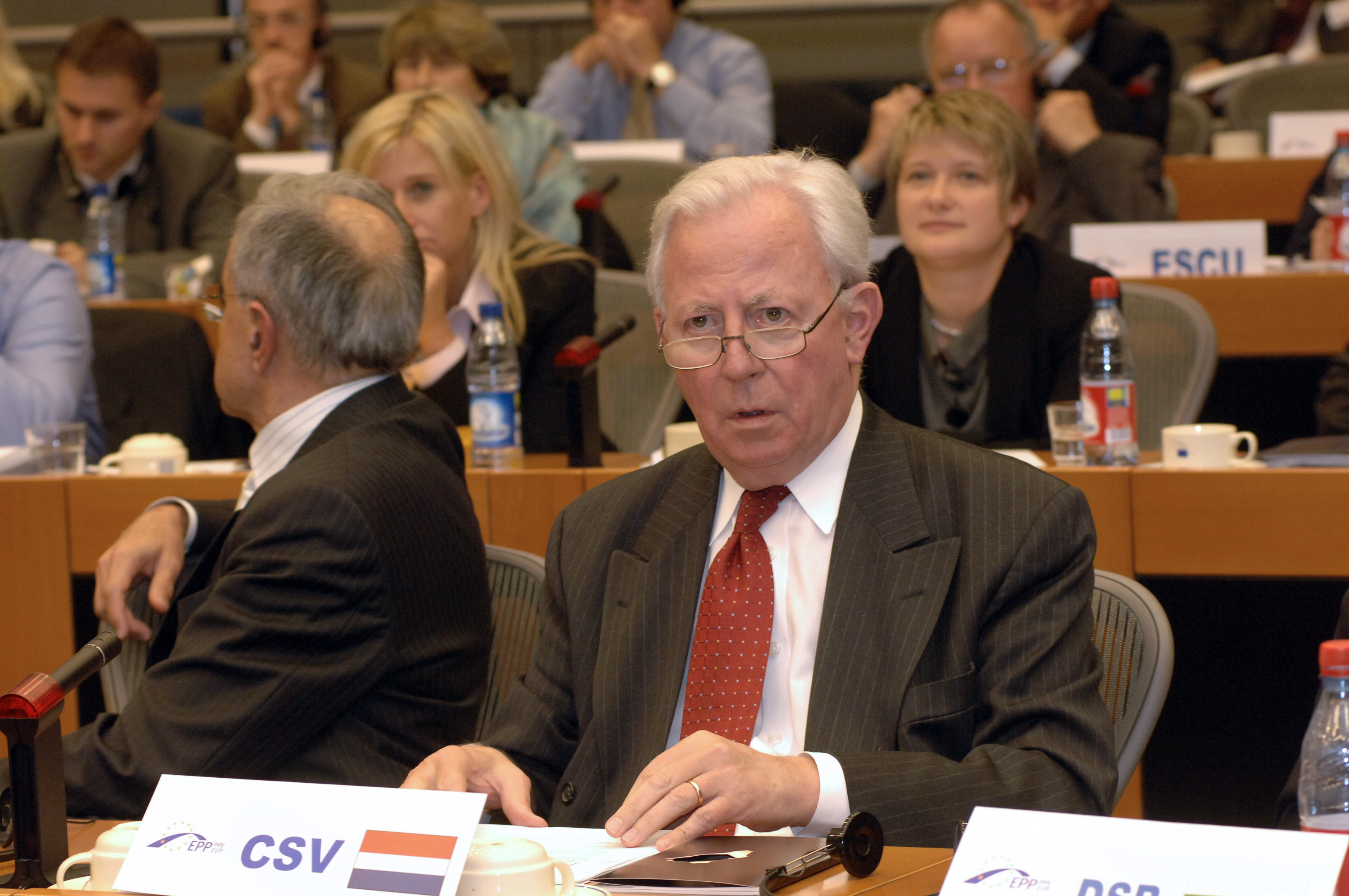
År 1999 tvingade parlamentet bort Jacques Santer och hans kommission.

Mot bakgrund av sin demokratiska legitimitet började det direktvalda Europaparlamentet att utarbeta utkast till hur det europeiska samarbetets struktur skulle reformeras, förstärkas och demokratiseras. 1984 utarbetade Altiero Spinelli på parlamentets vägnar ett förslag om upprättandet av en europeisk union. Även om förslaget aldrig antogs låg flera av idéerna till grund för senare fördragsändringar. 1981 började parlamentet också hålla omröstningar när nya kommissioner skulle tillträda, trots att denna funktion inte infördes i fördragen förrän långt senare. Under 1990-talet utökades Europaparlamentets befogenheter genom en rad fördragsändringar. Den 1 november 1993 erhöll Europaparlamentet utökade befogenheter genom Maastrichtfördraget. Ett medbeslutandeförfarande infördes som gav Europaparlamentet delad lagstiftande makt med rådet inom en rad politikområden. Under 1994 höll parlamentet de första individuella utfrågningarna av de nominerade kommissionsledamöterna till kommissionen Santer; ett förfarande som fortsatte därefter vid varje ny tillsättning. Genom Amsterdamfördraget infördes en bestämmelse om att parlamentets godkännande krävdes för att en ny kommission skulle kunna tillträda, samtidigt som medbeslutandeförfarandet utökades till fler politikområden.
Europaparlamentet har vid flera tillfällen statuerat sina utökade befogenheter. I mars 1999 avgick kommissionen Santer efter att Europaparlamentet nekade kommissionen ansvarsfrihet och en undersökningskommitté dömde ut kommissionens förvaltning. Vid tillsättandet av kommissionen Barroso I under 2004 ställde sig parlamentet negativt till flera av de nominerade kommissionsledamöterna, i synnerhet den socialkonservative Rocco Buttiglione, som under utfrågningarna i parlamentet hade uttryckt sig kontroversiellt om homosexualitet, kvinnors rättigheter och flyktingmottagande. Även om omröstningen om förslaget till ny kommission aldrig hann genomföras, tvingades kommissionsordförande José Manuel Barroso att ändra sitt förslag innan Europaparlamentet gav sitt godkännande. Även 2009, när Barroso åter skulle föreslå en ny kommission, tvingade parlamentet honom att ändra förslaget. Under 2006 använde Europaparlamentet sina utökade lagstiftningsbefogenheter när det med bred majoritet röstade igenom över 400 ändringsförslag av kommissionens utkast till det kontroversiella tjänstedirektivet, vilket innebar genomgripande förändringar av direktivets innehåll. Den 4 juli 2012 avslog Europaparlamentet det kontroversiella ACTA-avtalet, vilket innebar att det inte kunde ratificeras av unionen.
Den stora förändringen i parlamentets befogenheter sedan dess första session den 10 september 1952 har uppmärksammats av bland annat professorn David Farrell:
| ” | Under större delen av sin tid har parlamentet kunnat beskrivas som en ’flerspråkig talkshow’. Detta är inte längre fallet: EP är nu en av de mäktigaste lagstiftande församlingar i världen både vad gäller lagstiftande och verkställande tillsynsmakt. | „ |

#### Övergången till lagstiftande kammare
I början av 2000-talet blev debatten om Europeiska unionens befogenheter och funktionssätt alltmer intensiv och initiativ togs av Europeiska rådet till att sammankalla ett europeiskt konvent för att utarbeta en europeisk konstitution. I samband med detta diskuterades även Europaparlamentets framtida roll. Förslaget till konstitution förkastades under 2005, men förslagen om Europaparlamentet genomfördes istället genom Lissabonfördraget, som trädde i kraft den 1 december 2009. Bland de viktigaste förändringarna ingick att Europaparlamentet i enlighet med det ordinarie lagstiftningsförfarandet erhöll delad lagstiftande makt med rådet inom nästan alla politikområden, och att Europeiska rådet måste ta hänsyn till det senaste Europaparlamentsvalet när kommissionens ordförande föreslås:
| ”                                                                                        | Europaparlamentet ska tillsammans med rådet lagstifta och utöva budgetfunktionen. Det ska utöva politisk kontroll och ha rådgivande funktion i enlighet med de villkor som fastställs i fördragen. Det ska välja kommissionens ordförande. | „ |
| – Artikel 14.1 i fördraget om Europeiska unionen efter Lissabonfördragets ikraftträdande | |   |

| ”                                                                                        | Med hänsyn till valen till Europaparlamentet och efter lämpligt samråd ska Europeiska rådet med kvalificerad majoritet föreslå Europaparlamentet en kandidat till befattningen som kommissionens ordförande. Denna kandidat ska väljas av Europaparlamentet med en majoritet av dess ledamöter. Om denna kandidat inte får majoritet, ska Europeiska rådet med kvalificerad majoritet inom en månad föreslå en ny kandidat som ska väljas av Europaparlamentet i enlighet med samma förfarande. | „ |
| – Artikel 17.7 i fördraget om Europeiska unionen efter Lissabonfördragets ikraftträdande | |   |

Dessutom ändrades den symboliska frågan om vem Europaparlamentet företräder. Istället för att företräda folken i medlemsstaterna ska parlamentet numera företräda unionens medborgare i sin helhet, vilket betonar parlamentets roll som en motvikt till de nationella regeringarna i rådet:
| ”                                                                                        | Medborgarna ska företrädas direkt på unionsnivå i Europaparlamentet. | „ |
| – Artikel 10.2 i fördraget om Europeiska unionen efter Lissabonfördragets ikraftträdande |                                                                      |   |

Parlamentet saknar dock fortfarande möjlighet att lägga fram egna lagförslag, utom i vissa specifika undantagsfall.

## Sammansättning och funktionssätt

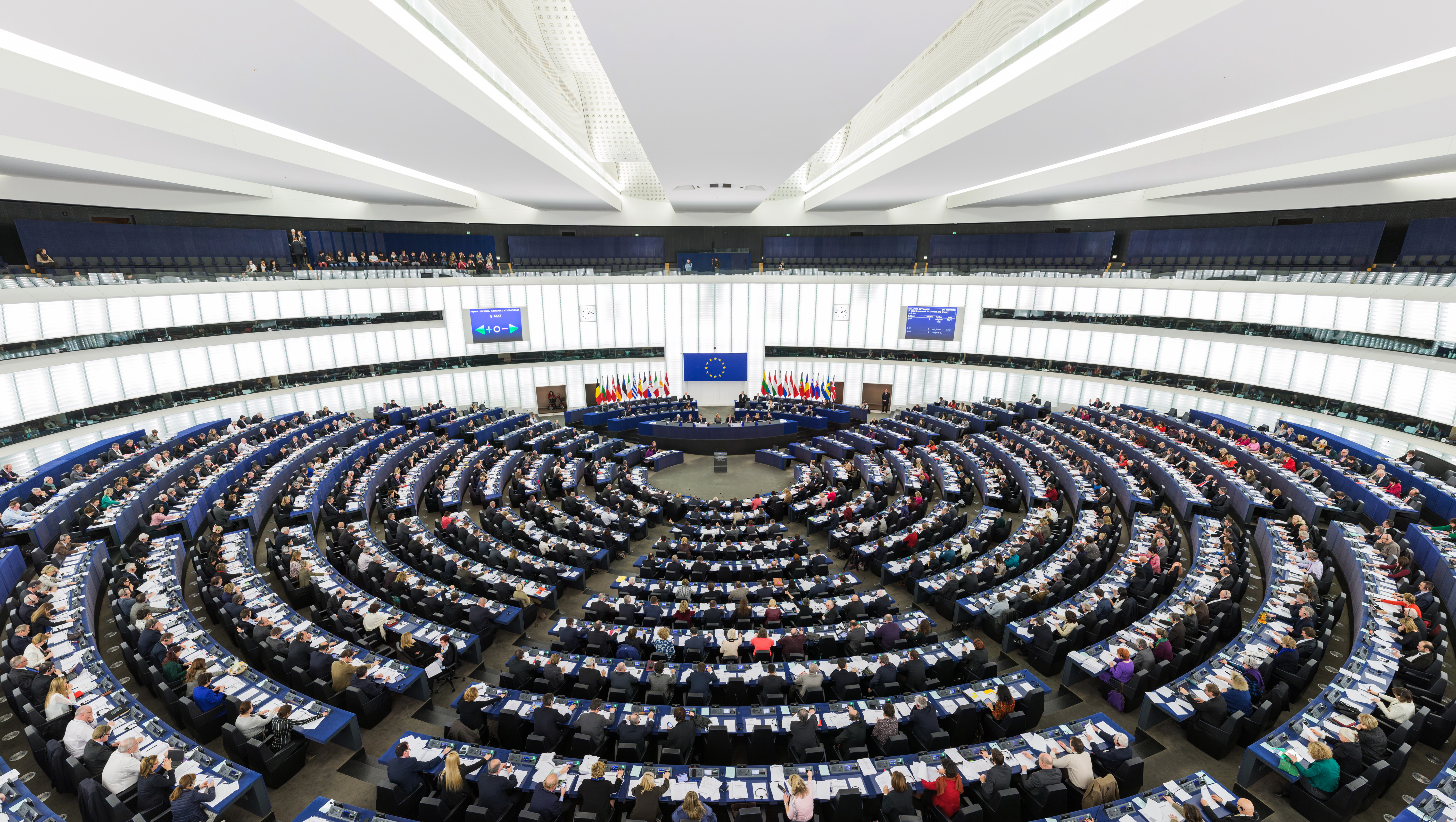
Parlamentets kammare i Strasbourg.

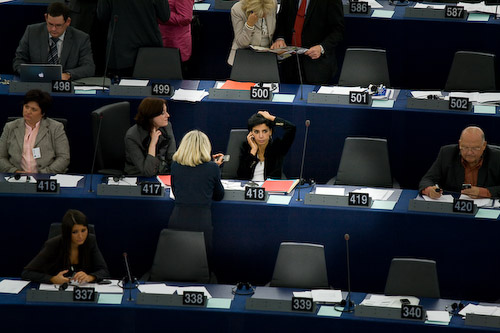
I kammaren sammanträder alla 720 ledamöter av parlamentet.

Europaparlamentet är en av Europeiska unionens institutioner. Dess sammansättning och funktionssätt regleras av fördraget om Europeiska unionen och fördraget om Europeiska unionens funktionssätt. Europaparlamentet antar med absolut majoritet en arbetsordning, som fastställer ytterligare bestämmelser om dess funktionssätt. Utöver dessa bestämmelser kan Europaparlamentet sluta interinstitutionella avtal med Europeiska unionens råd och Europeiska kommissionen. Dessa avtal reglerar de tre institutionernas ömsesidiga arbets- och funktionssätt inom ramen för vad fördragen tillåter. Bestämmelserna om hur val till Europaparlamentet ska förrättas återfinns i akten om val till Europaparlamentet.
Europaparlamentet håller en årlig session, med start under andra tisdagen i mars varje år. Parlamentet sammanträder i regel en gång i månaden. Utöver sina ordinarie sammanträden kan parlamentet sammankallas på begäran av en majoritet av sina egna ledamöter eller på begäran av Europeiska unionens råd eller Europeiska kommissionen. Vid samtliga sammanträden har kommissionen rätt att närvara och uttala sig på egen begäran. Utom i vissa undantagsfall fattar parlamentet beslut med enkel majoritet bland sina ledamöter. För att vara beslutsmässigt måste minst en tredjedel av ledamöterna vara närvarande vid ett sammanträde.
För att underlätta det interna arbetet består Europaparlamentets organisation av flera olika interna organ, utöver själva kammaren med plenarsammanträdena. De två viktigaste är presidiet och talmanskonferensen, som båda leds av talmannen. Därutöver finns utskott som ansvarar för att bereda lagförslag inom ett visst politikområde och delegationer som ansvarar för parlamentets förbindelser med andra parlament. Ordförandena i utskotten och delegationerna samordnar sitt arbete i utskottsordförandekonferensen respektive delegationsordförandekonferensen. Dessa båda konferenser kan utfärda rekommendationer till talmanskonferensen. Därtill fyller partigrupperna en central funktion i parlamentets verksamhet eftersom ledamöterna är organiserade efter politisk tillhörighet och inte efter nationalitet.

### Ledamöter
| Medlemsstat   | Antal ledamöter |
| ------------- | --------------- |
| Belgien       | 22              |
| Bulgarien     | 17              |
| Cypern        | 6               |
| Danmark       | 15              |
| Estland       | 7               |
| Finland       | 15              |
| Frankrike     | 81              |
| Grekland      | 21              |
| Irland        | 14              |
| Italien       | 76              |
| Kroatien      | 12              |
| Lettland      | 9               |
| Litauen       | 11              |
| Luxemburg     | 6               |
| Malta         | 6               |
| Nederländerna | 31              |
| Polen         | 53              |
| Portugal      | 21              |
| Rumänien      | 33              |
| Slovakien     | 15              |
| Slovenien     | 9               |
| Spanien       | 61              |
| Sverige       | 21              |
| Tjeckien      | 21              |
| Tyskland      | 96              |
| Ungern        | 21              |
| Österrike     | 20              |

Europaparlamentet består av totalt 720 ledamöter, som officiellt benämns som ”ledamöter av Europaparlamentet”, men som ofta benämns som ”Europaparlamentariker” istället. Europeiska rådet fastställer med enhällighet på initiativ av Europaparlamentet mandatfördelningen mellan medlemsstaterna, utifrån de bestämmelser som finns i fördraget om Europeiska unionen; att ingen medlemsstat får ha färre än sex eller fler än 96 mandat, att medborgarna ska företrädas enligt principen om degressiv proportionalitet mellan medlemsstaterna och att det totala antalet mandat inte får överstiga 750 utöver talmannen. Ledamöterna väljs genom allmänna, direkta, fria och hemliga val som hålls vart femte år, och som sedan valet 2004 är proportionella i alla medlemsstater. Bestämmelserna om hur val till Europaparlamentet ska förrättas återfinns i akten om val till Europaparlamentet och i medlemsstaternas nationella lagstiftningar. Valen har sedan 1979 präglats av ett allt lägre valdeltagande, men ökade för första gången i valet 2019 och nådde då över 50 procent. Valen beskrivs i statsvetenskapliga sammanhang ibland som ”andra rangens val” och det låga valdeltagandet har under lång tid setts som en del av unionens demokratiska underskott.
Varje ledamot har ett så kallat obundet mandat, vilket innebär att han eller hon inte kan förbindas eller förpliktas att rösta på ett visst sätt. Sedan 2002 är det inte tillåtet för en ledamot att inneha andra parlamentariska uppdrag, till exempel i nationella eller regionala församlingar. Ledamöterna åtnjuter immunitet och privilegier enligt protokollet om Europeiska unionens immunitet och privilegier. Bestämmelserna innefattar att ledamöterna inte får förhöras, kvarhållas eller lagföras på grund av uttalanden de gör eller röster de har avlagt under sitt arbete i parlamentet. De åtnjuter samma typ av immunitet i den egna medlemsstaten som de egna nationella parlamentsledamöterna, och total immunitet i övriga medlemsstater, under parlamentets sessioner och vid resa till och från Europaparlamentets säte. Immuniteten gäller dock inte om en ledamot tas på bar gärning. Det är också möjligt för parlamentet att under vissa omständigheter upphäva immuniteten för en ledamot på begäran av till exempel en nationell åklagarmyndighet.

### Presidiet och talmanskonferensen

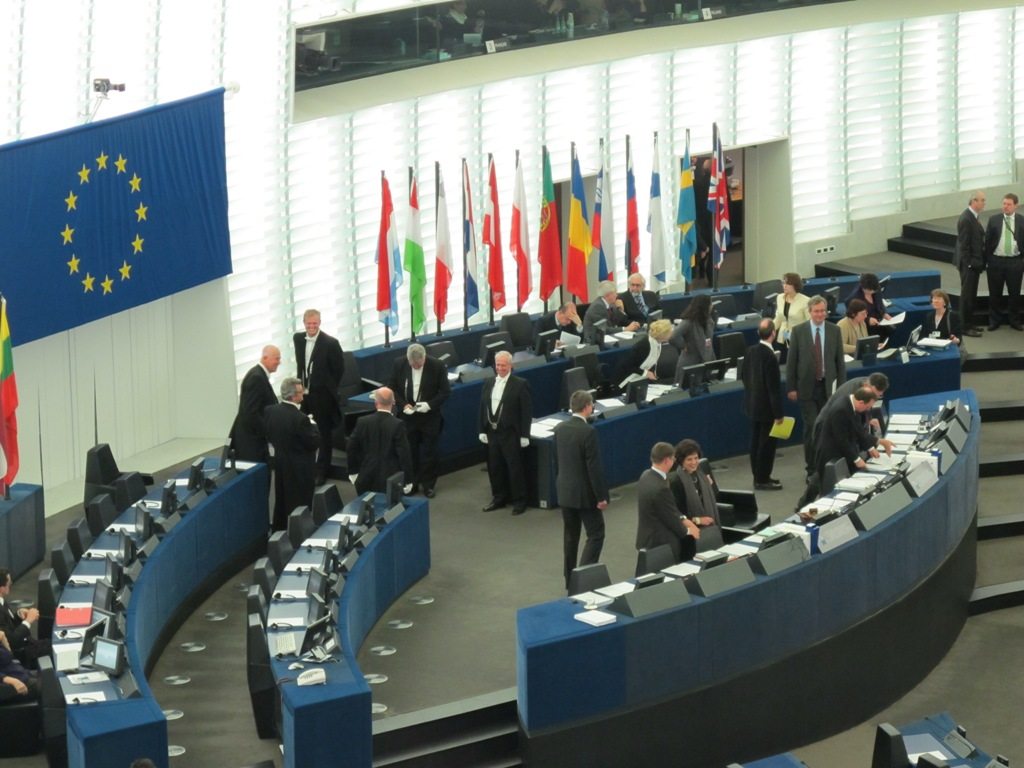
Talmannen är placerad längst fram i kammaren.

Bland sina egna ledamöter väljer Europaparlamentet en talman och fjorton vice talmän som utgör presidiet. Därutöver väljs fem kvestorer, som ansvarar för ekonomiska och administrativa uppgifter som direkt berör ledamöterna. De ingår också i presidiet med rådgivande funktion. Presidiets funktion är att fatta beslut om administrativa, ekonomiska och organisatoriska frågor som rör parlamentets interna organisation. Dess beslut fattas på initiativ av parlamentets generalsekreterare, som utses av presidiet, eller någon partigrupp. Presidiet utser också två av de vice talmännen till att ansvara för förbindelserna med medlemsstaternas nationella parlament.
Talmanskonferensen består av talmannen och gruppledarna för partigrupperna. Även en ledamot från de grupplösa kan bjudas in, men saknar rösträtt. Normalt strävar talmanskonferensen efter att nå enighet i de frågor som behandlas, men om en omröstning är nödvändig viktas rösterna efter antal ledamöter i respektive partigrupp. Talmanskonferensen ansvarar för att planera parlamentets lagstiftningsarbete och fatta beslut om dess arbetsorganisation. Den ansvarar också för frågor som rör förbindelserna med unionens övriga institutioner, medlemsstaternas nationella parlament och organisationer utanför unionen, inklusive förbindelser med tredjeland. Den utarbetar förslag till föredragningslistor inför parlamentets sammanträden och bestämmer hur ledamöterna ska sitta i kammaren. Talmanskonferensen ansvarar även för att ge ett utskott tillstånd att utarbeta ett initiativbetänkande.

#### Talmannen

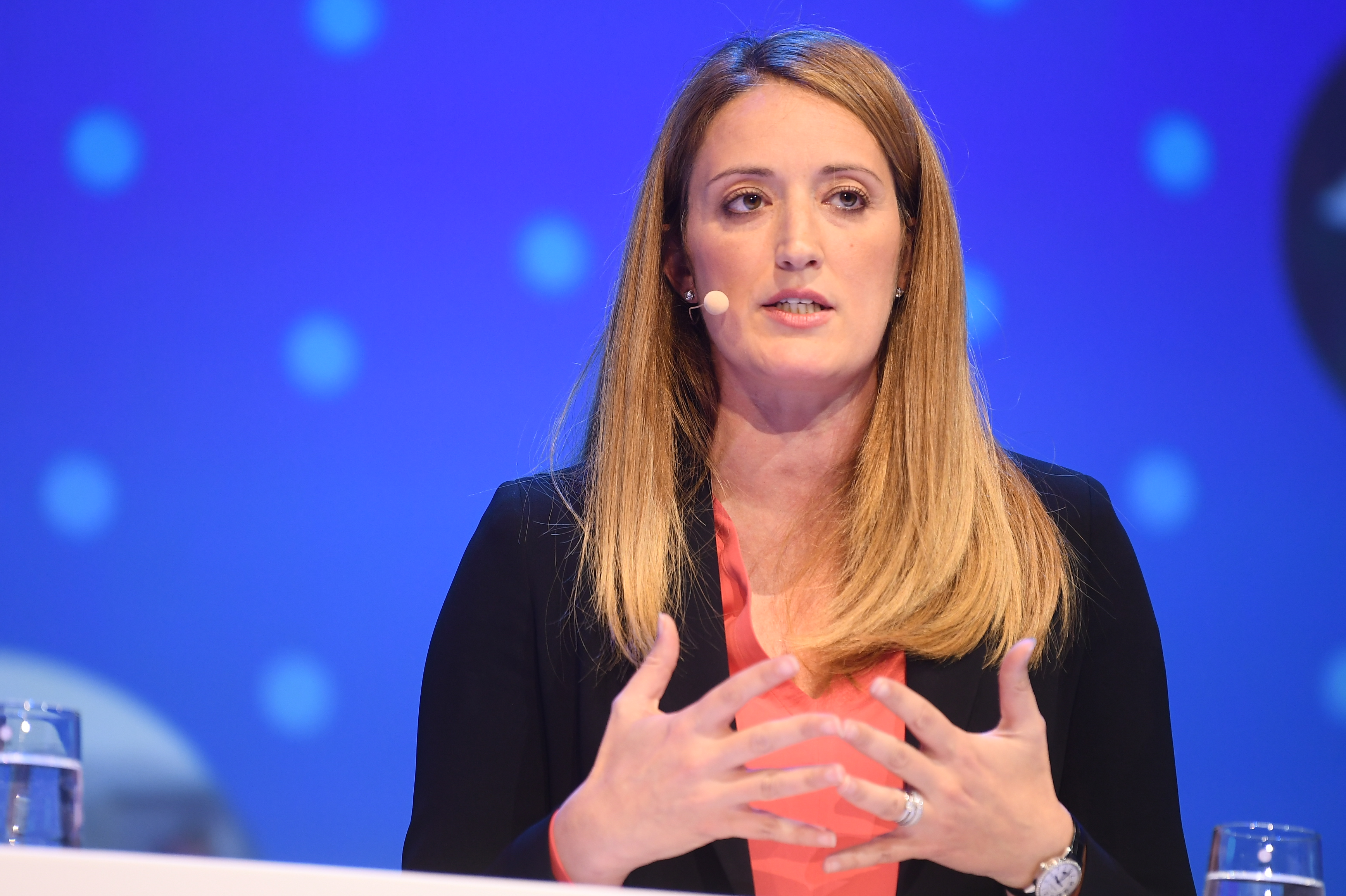
Roberta Metsola (EPP) är parlamentets talman sedan den 18 januari 2022.

I likhet med de vice talmännen och kvestorerna väljs talmannen av kammaren för en period av två och ett halvt år i taget. Denna period kan förnyas. Talmannen leder arbetet i parlamentet och i dess interna organ samt utövar ordförandeskapet för alla överläggningar inom parlamentet. Kammarens sammanträden öppnas, avbryts och avslutas av talmannen. Han eller hon avgör också om ändringsförslag ska vara tillåtliga, upprätthåller ordningen i kammaren och ger talare ordet. Talmannen har dessutom ansvar för att arbetsordningen efterföljs i det fortlöpande arbetet. Under en debatt får inte talmannen uttala sig mer än för att sammanfatta debatten eller för att upprätthålla ordningen. Om talmannen vill uttala sig i en debatt, måste därför ordförandeskapet överlåtas till någon av de vice talmännen. Vid förbindelser med unionens övriga institutioner, vid ceremonier och i internationella förbindelser företräds parlamentet av talmannen. Han eller hon kan bjudas in att närvara vid Europeiska rådets sammanträden; normalt håller talmannen ett inledningsanförande. Slutligen undertecknar talmannen alla lagstiftningsakter som antas av parlamentet, samt förklarar unionens budget antagen när budgetförfarandet är avklarat och undertecknar den därefter. Om talmannen inte kan fullgöra sina uppgifter, tas ordförandeskapet över av en av de vice talmännen. Talmannen kan också delegera alla typer av uppgifter till de vice talmännen.
Under större delen av parlamentets historia har det dominerats av en stor koalition mellan kristdemokraterna och socialdemokraterna. Dessa två partigrupper har strävat efter att nå överenskommelser inom viktiga frågor, inte minst kring tillsättandet av talmannen. Detta har lett till att talmannen, med några få undantag, under ena halvan av varje mandatperiod har kommit från den kristdemokratiska gruppen och under andra halvan från den socialdemokratiska gruppen.

### Partigrupper
| EPP       | 188 |
| S&D       | 136 |
| PfE       | 86  |
| ECR       | 80  |
| Renew     | 75  |
| G/EFA     | 53  |
| Vänstern  | 46  |
| ESN       | 26  |
| Grupplösa | 30  |

Nuvarande mandatfördelning efter partigrupp i Europaparlamentet

Till skillnad från många andra transnationella församlingar är Europaparlamentets ledamöter organiserade efter politisk tillhörighet och inte efter nationalitet. Ledamöterna har möjlighet att bilda partigrupper om de är minst 23 till antalet och valts i minst en fjärdedel av medlemsstaterna. En ledamot kan endast tillhöra en grupp i taget, men att tillhöra en partigrupp förpliktar inte ledamöterna att rösta i enlighet med gruppens officiella ståndpunkt, utan varje ledamot har ett obundet mandat. Ledamöterna tenderar dock att rösta i betydligt högre grad efter partigrupp än efter nationalitet. Varje grupp leds av en gruppledare, som ingår i talmanskonferensen.
Partigrupperna ger ledamöterna större inflytande än om de väljer att sitta bland de grupplösa, inte minst eftersom en partigrupp erhåller finansiellt stöd för att bland annat kunna bistås av ett eget sekretariat. Deltagande i en partigrupp ger också ökad talartid. Under första delen av en debatt fördelas talartiden jämnt mellan partigrupperna och de grupplösa, medan den under den andra delen fördelas i proportion till varje partigrupps storlek. Turordningen mellan partigrupperna följer deras storlek. Efter den del av debatten som följer en förutbestämd talarlista, följer en del då talmannen fördelar en minuts talartid till varje ledamot som vill delta i debatten.
Partigrupperna syftar till att underlätta den interna organiseringen i parlamentet. Flera av grupperna är också associerade med något europeiskt politiskt parti, som till skillnad från partigrupperna, verkar utanför parlamentet. Utöver partigrupperna finns även tvärpolitiska grupper, som förenar ledamöter med olika politiska tillhörighet i syfte att utbyta idéer om särskilda frågor.

### Utskott och delegationer

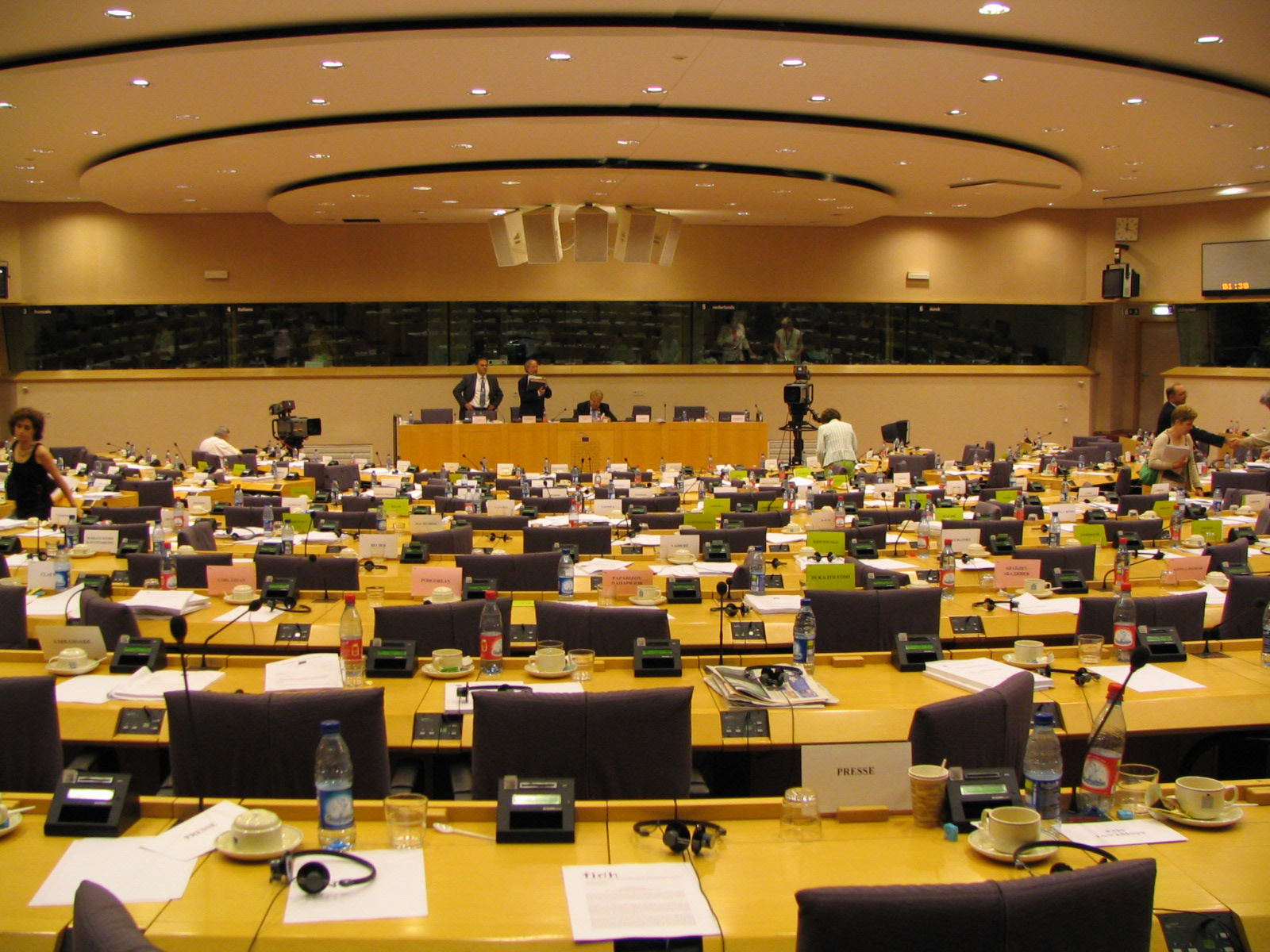
Anna Lindh-salen i parlamentet, som används av vissa utskott.

För att Europaparlamentet ska kunna genomföra sitt arbete effektivt är det uppdelat i tjugo ständiga utskott samt fyra underutskott, som vart och ett ansvarar för beredningen av förslag inom sitt ansvarsområde genom att utarbeta betänkanden. Utskottsledamöterna väljs enligt d’Hondts metod på förslag av talmanskonferensen efter nomineringar från partigrupperna, och varje utskotts sammansättning ska i så stor utsträckning som möjligt avspegla parlamentets politiska sammansättning. Valen av utskottsledamöterna äger rum i samband med att kammaren väljer sin talman. Varje utskott utser i sin tur en ordförande och ett antal vice ordförande som utgör dess presidium. Utskottsordförandena samordnar sitt arbete genom utskottsordförandekonferensen. I varje utskott kan varje partigrupp utse en egen ledamot till samordnare för gruppen. Sammanträdena i utskotten äger rum en till två gånger per månad i Bryssel, Belgien. En föredragande, även kallad rapportör, utses av utskottet för varje betänkande som ska utarbetas. Det är också den föredragande som efter utskottets behandling redogör betänkandet inför kammaren. Varje partigrupp kan utse en egen ledamot till skuggföredragare. Utskotten har möjlighet att inrätta underutskott eller tillfälliga särskilda utskott som ansvarar för en specifik fråga. Parlamentet kan också på initiativ av en fjärdedel av sina ledamöter inrätta särskilda undersökningskommittéer för att utreda påstådda överträdelser av unionsrätten, såvida inte ett domstolsförfarande redan pågår i frågan.
Utöver utskotten har parlamentet 45 ständiga delegationer, som ansvarar för förbindelserna med parlament utanför unionen. De interparlamentariska sammanträdena äger vanligtvis rum en till två gånger per år. Delegationsledamöterna väljs på samma sätt som utskottsledamöterna; talmanskonferensen lägger fram ett förslag till kammaren efter nomineringar från partigrupperna. Vid dessa val ska dock hänsyn inte bara tas till politisk tillhörighet, utan också medlemsstaternas representation. Dessutom utses ledamöterna för en period av fem år istället för två och ett halvt år. Delegationsordförandena samordnar sitt arbete genom delegationsordförandekonferensen. De gemensamma parlamentarikerkommittéerna ansvarar för förbindelserna med parlamenten i tredjeländer associerade med unionen eller i tredjeländer med vilka anslutningsförhandlingar har inletts, de parlamentariska samarbetskommittéerna ansvarar för förbindelserna med parlamenten i tredjeländer som omfattas av unionens grannskapspolitik eller har ingått ett avtal om strategiskt partnerskap med unionen, medan de övriga interparlamentariska delegationerna ansvarar för förbindelserna med andra parlament utanför unionen. Därutöver finns också fem delegationer till multilaterala parlamentariska församlingar: AVS–EU-församlingen, parlamentariska församlingen för unionen för Medelhavsområdet, parlamentariska församlingen EU–Latinamerika (Eurolat), parlamentariska församlingen Euronest samt Natos parlamentariska församling. Europaparlamentet har också nära förbindelser med Europarådets parlamentariska församling. Parlamentariker deltar även i andra internationella aktiviteter, såsom transatlantiska dialogen och valobservationer.

## Funktioner och befogenheter

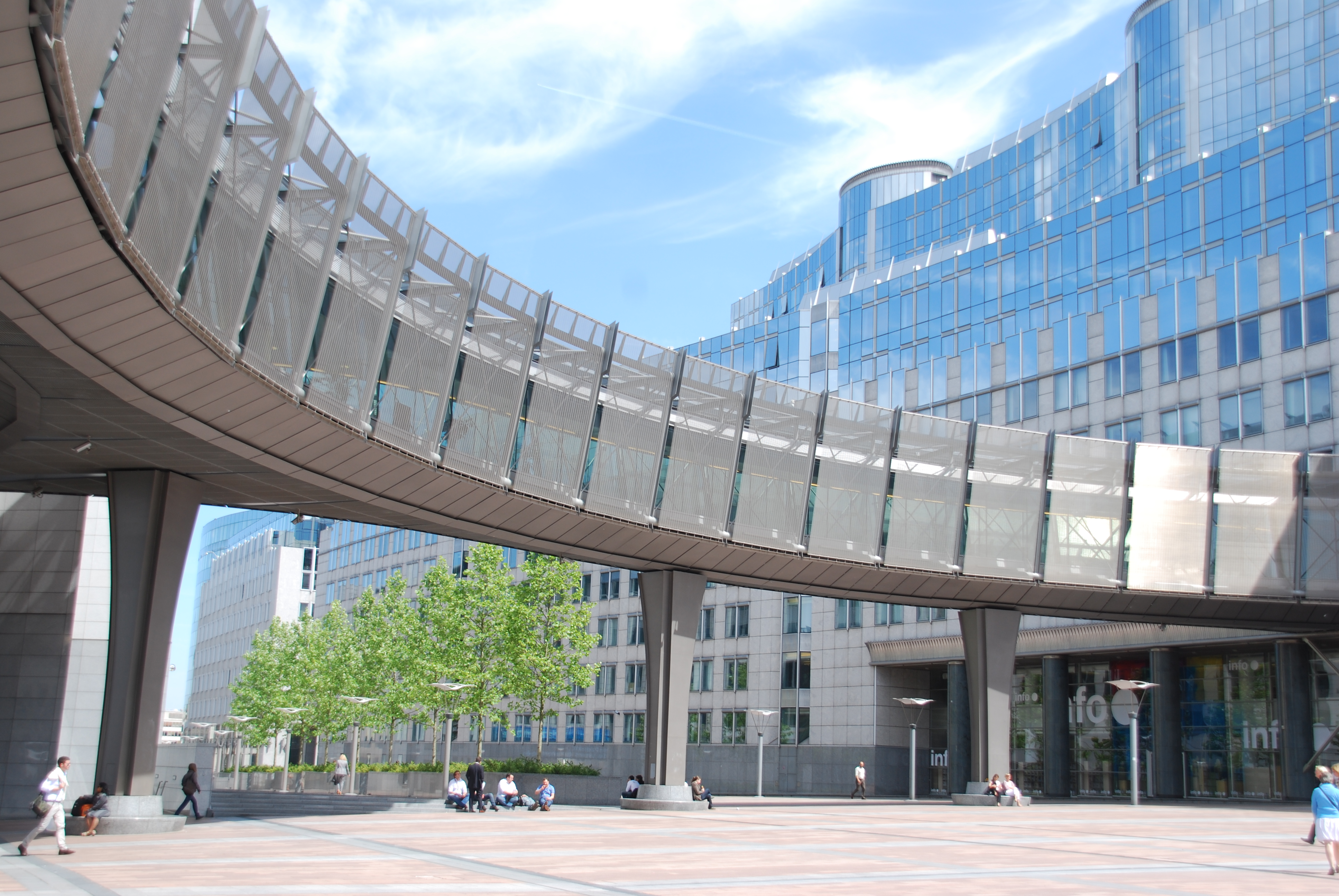
Europaparlamentet i Bryssel, Belgien.

Europaparlamentet har historiskt sett haft begränsade befogenheter inom unionen i jämförelse med de nationella parlamentens befogenheter i medlemsstaterna. Sedan sitt bildande på 1950-talet har parlamentet dock gradvis erhållit allt större befogenheter och blev genom Lissabonfördraget medlagstiftare med Europeiska unionens råd vid nästan all lagstiftning på europeisk nivå. Trots detta anses Europaparlamentet fortfarande vara ett förhållandevis svagt parlament. Detta beror främst på att det varken har ensamrätt att lagstifta eller möjlighet att lägga fram lagförslag. Parlamentet har å andra sidan långtgående parlamentariska befogenheter över Europeiska kommissionen och i antagandet av unionens budget. Europaparlamentet har beskrivits som ett ”arbetande parlament” i motsats till ett ”debatterande parlament” med hänsyn till att en stor del av dess arbete är fokuserat på att granska kommissionens arbete istället för att debattera dess lagförslag.

### Lagstiftningsförfarande

Ordinarie lagstiftningsförfarande

Europaparlamentets centrala funktion är att lagstifta tillsammans med Europeiska unionens råd, vilket de gör genom att anta lagstiftningsakter (förordningar, direktiv och beslut) i enlighet med ett lagstiftningsförfarande. Det finns två olika typer av lagstiftningsförfaranden: det ordinarie lagstiftningsförfarandet och särskilda lagstiftningsförfaranden. Vilket lagstiftningsförfarande som ska tillämpas avgörs av lagförslagets rättsliga grund i fördragen. Utöver bestämmelserna i fördragen kan parlamentet, rådet och kommissionen ingå interinstitutionella avtal som reglerar deras arbets- och funktionssätt.
I regel har Europeiska kommissionen ensamrätt att lägga fram lagförslag. Europaparlamentet och rådet kan dock uppmana kommissionen att lägga fram ett lagförslag. I vissa specifika undantagsfall kan ett lagförslag läggas fram på initiativ av en grupp medlemsstater eller Europaparlamentet, på rekommendation av Europeiska centralbanken eller på begäran av EU-domstolen eller Europeiska investeringsbanken. Inom polissamarbete och straffrättsligt samarbete kan lagstiftningsakter antas på initiativ av en fjärdedel av medlemsstaterna. Genom lagstiftningsakter kan Europaparlamentet och rådet dels delegera befogenheter till kommissionen, dels ge kommissionen genomförandebefogenheter när enhetliga villkor för genomförandet av en lagstiftningsakt krävs. Utöver kommissionen ansvarar medlemsstaterna för att lagstiftningsakterna genomförs genom att vidta alla nödvändiga nationella lagstiftningsåtgärder.
Det ordinarie lagstiftningsförfarandet består i att Europaparlamentet och rådet lagstiftar gemensamt. Detta förfarande kräver att både parlamentet och rådet godkänner ett lagförslag för att det ska antas. Båda institutionerna har också möjlighet att ändra i lagförslaget under lagstiftningsprocessen. I regel fattar Europaparlamentet beslut med enkel majoritet, medan rådet fattar beslut med kvalificerad majoritet. Lagstiftningsakter som antas i enlighet med det ordinarie lagstiftningsförfarandet undertecknas av Europaparlamentets talman och rådets ordförande innan de offentliggörs i Europeiska unionens officiella tidning.
Ett särskilt lagstiftningsförfarande består i att Europaparlamentet med medverkan av rådet, eller rådet med medverkan av Europaparlamentet, lagstiftar. I regel fattar Europaparlamentet beslut med enkel majoritet, medan rådet fattar beslut med enhällighet. Det finns tre olika typer av särskilda lagstiftningsförfaranden: samrådsförfarande, godkännandeförfarande och budgetförfarande. Samrådsförfarande innebär att rådet lagstiftar efter samråd med parlamentet, medan godkännandeförfarande innebär att Europaparlamentet eller rådet lagstiftar efter godkännande av den andra lagstiftande institutionen. Lagstiftningsakter som antas i enlighet med ett särskilt lagstiftningsförfarande undertecknas av ordföranden för den institution som har antagit dem innan de offentliggörs i Europeiska unionens officiella tidning.

#### Budgetförfarande
Utöver lagstiftning fastställer Europaparlamentet också unionens budget tillsammans med rådet i enlighet med ett särskilt lagstiftningsförfarande. Budgeten måste vara förenlig med de årliga utgiftsbegränsningar som är satta i den fleråriga budgetramen. Europeiska kommissionen lägger fram ett förslag till budget baserat på institutionernas prognostiserade utgifter. Rådet behandlar budgeten först och antar sin ståndpunkt, som översänds till Europaparlamentet. Om Europaparlamentet inom 42 dagar godkänner rådets ståndpunkt eller avstår från att fatta något beslut, är budgeten antagen. I annat fall ska Europaparlamentet, efter beslut med absolut majoritet, översända sin ståndpunkt till rådet. I så fall ska en förlikningskommitté bestående av företrädare för parlamentet och rådet sammankallas för att nå en överenskommelse. Om en överenskommelse inte kan nås måste kommissionen lägga fram ett nytt förslag till budget. Budgetförfarandet avslutas med att Europaparlamentets talman förklarar budgeten antagen. Kontinuerliga sammanträden äger rum mellan Europaparlamentets talman och rådets och kommissionens ordförande kring budgetförfarandet.

#### Initiativbetänkanden
I regel har Europeiska kommissionen ensamrätt att lägga fram lagförslag. Enligt fördraget om Europeiska unionens funktionssätt kan parlamentet med absolut majoritet dock kräva att kommissionen lägger fram ett lagförslag och samtidigt sätta en tidsfrist för när detta ska vara gjort. Kommissionen är inte bunden vid parlamentets begäran, men måste motivera sitt beslut om den inte följer parlamentets beslut. I cirka en tredjedel av fallen har kommissionen lagt fram ett lagförslag när parlamentet har begärt det; i övriga fall har kommissionen valt att inte följa upp parlamentets önskemål om lagförslag. Europaparlamentet fattar ett sådant beslut på initiativ av ett utskott, efter godkännande av talmanskonferensen, eller på initiativ av en enskild ledamot, efter att förslaget har behandlats av ett utskott. I de fall då Europaparlamentet har egen initiativrätt enligt fördragen kan ett utskott lägga fram ett betänkande inom sitt behörighetsområde till kammaren, efter godkännande av talmanskonferensen. Europaparlamentet kan också lägga fram ett motiverat förslag till Europeiska unionens råd om att inleda ett artikel 7-förfarande, samt förelägga rådet förslag om fördragsändringar.
Europaparlamentet har under en längre tid krävt att det ska ges en allmän rätt till att lägga fram lagförslag på egen hand. Parlamentet efterlyste exempelvis en fördragsändring i detta syfte i en resolution den 9 juni 2022.

### Parlamentarisk kontrollmakt

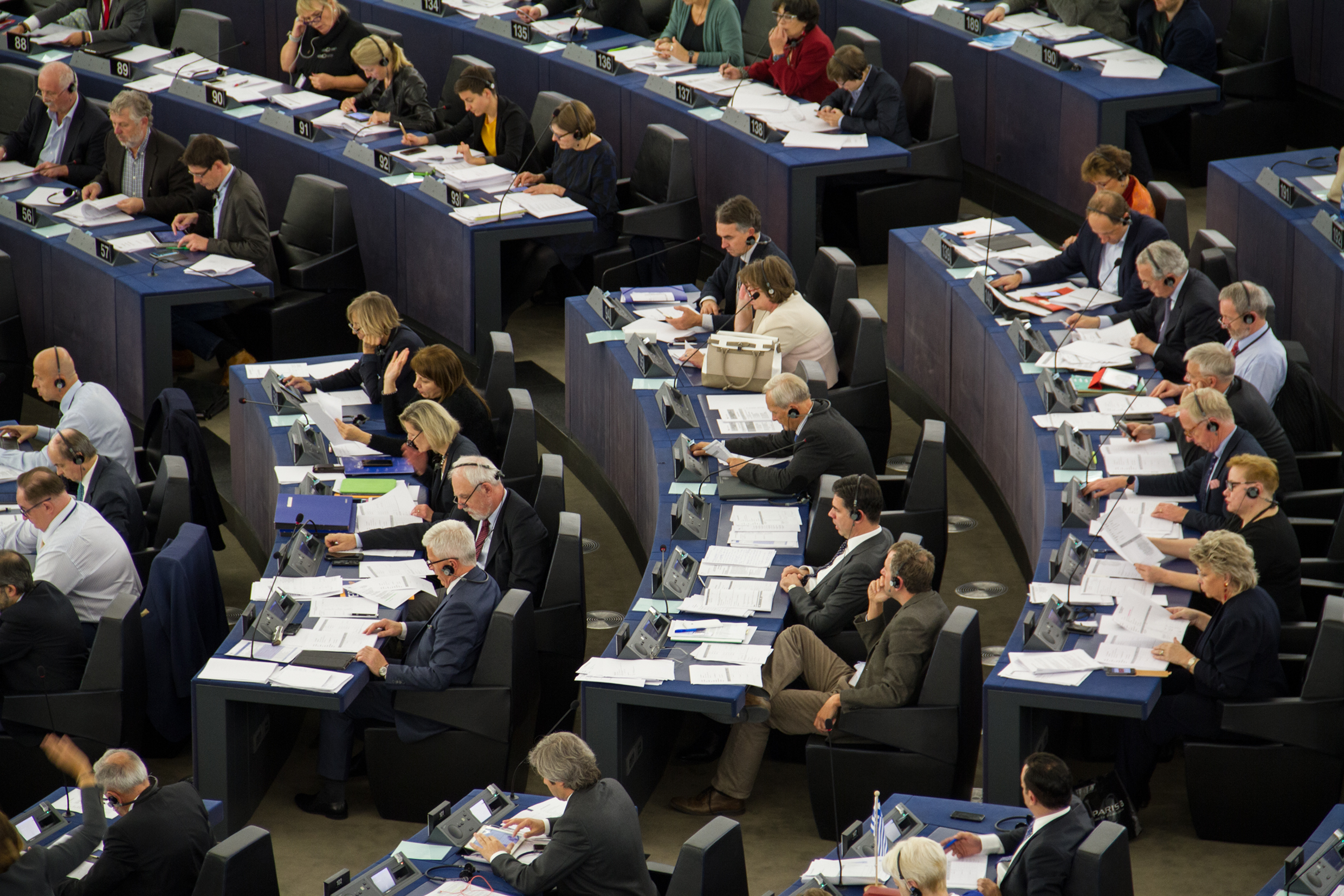
Genom en misstroendeförklaring kan parlamentet avsätta kommissionen.

Europeiska kommissionen är kollektivt ansvarig inför Europaparlamentet, som utövar viss parlamentarisk kontrollmakt över kommissionen. Det är parlamentet som beviljar kommissionen ansvarsfrihet på rekommendation av Europeiska unionens råd och mot bakgrund av rapporter från Europeiska revisionsrätten. Parlamentet kan ställa frågor till kommissionen och anordna frågestunder med till exempel kommissionsordföranden. Om parlamentet saknar förtroende för kommissionen kan det anta en misstroendeförklaring med två tredjedelar av de avlagda rösterna och med en majoritet av ledamöterna. Om en sådan misstroendeförklaring antas måste kommissionen och dess ordförande avgå kollektivt, men kvarstår som en interimkommission fram till att en ny kommission har utsetts. Parlamentet har inte behörighet att avsätta en enskild kommissionsledamot, men kan uppmana kommissionsordföranden att göra det.
Parlamentets godkännande krävs innan en ny kommission kan utses. Först tar parlamentet ställning till förslaget till ny ordförande från Europeiska rådet, som måste ta hänsyn till det senaste Europaparlamentsvalet. Denna kandidat måste, efter att ha presenterat sitt politiska program, väljas av Europaparlamentet med absolut majoritet; i annat fall måste Europeiska rådet med kvalificerad majoritet föreslå en ny kandidat till dess att parlamentet har gett sitt godkännande. Den valda ordföranden ska därefter utarbeta ett förslag till ny kommission i samförstånd med Europeiska unionens råd. De föreslagna ledamöterna utfrågas i Europaparlamentet, innan parlamentet röstar om den föreslagna kommissionen i sin helhet. Utan godkännande av Europaparlamentet kan inte den föreslagna kommissionen utses. Om parlamentet godkänner förslaget utses slutligen den nya kommissionen av Europeiska rådet med kvalificerad majoritet. Europaparlamentet måste höras när Europeiska centralbankens direktion och Europeiska revisionsrättens ledamöter utses, och utser en ledamot till den kommitté som rådfrågas när en ny domare ska utses till EU-domstolen.
Utöver dessa befogenheter kan Europaparlamentet ställa frågor till Europeiska unionens råd och den höga representanten för utrikes frågor och säkerhetspolitik. Europaparlamentet mottar också en rad olika rapporter; en från Europeiska rådets ordförande efter varje toppmöte, en årlig budgetrapport, en årlig rapport om verksamheten inom området för forskning och teknisk utveckling, samt en årlig allmän rapport om unionens verksamhet, inklusive ett kapitel om den sociala utvecklingen, från kommissionen, en årsrapport från Europeiska centralbanken, samt en årsrapport, inklusive en förklaring om räkenskapernas tillförlitlighet, och särskilda rapporter från Europeiska revisionsrätten. Vart tredje år presenterar kommissionen också en rapport om icke-diskriminering och unionsmedborgarskapet, samt en rapport om ekonomisk, social och territoriell sammanhållning för parlamentet.

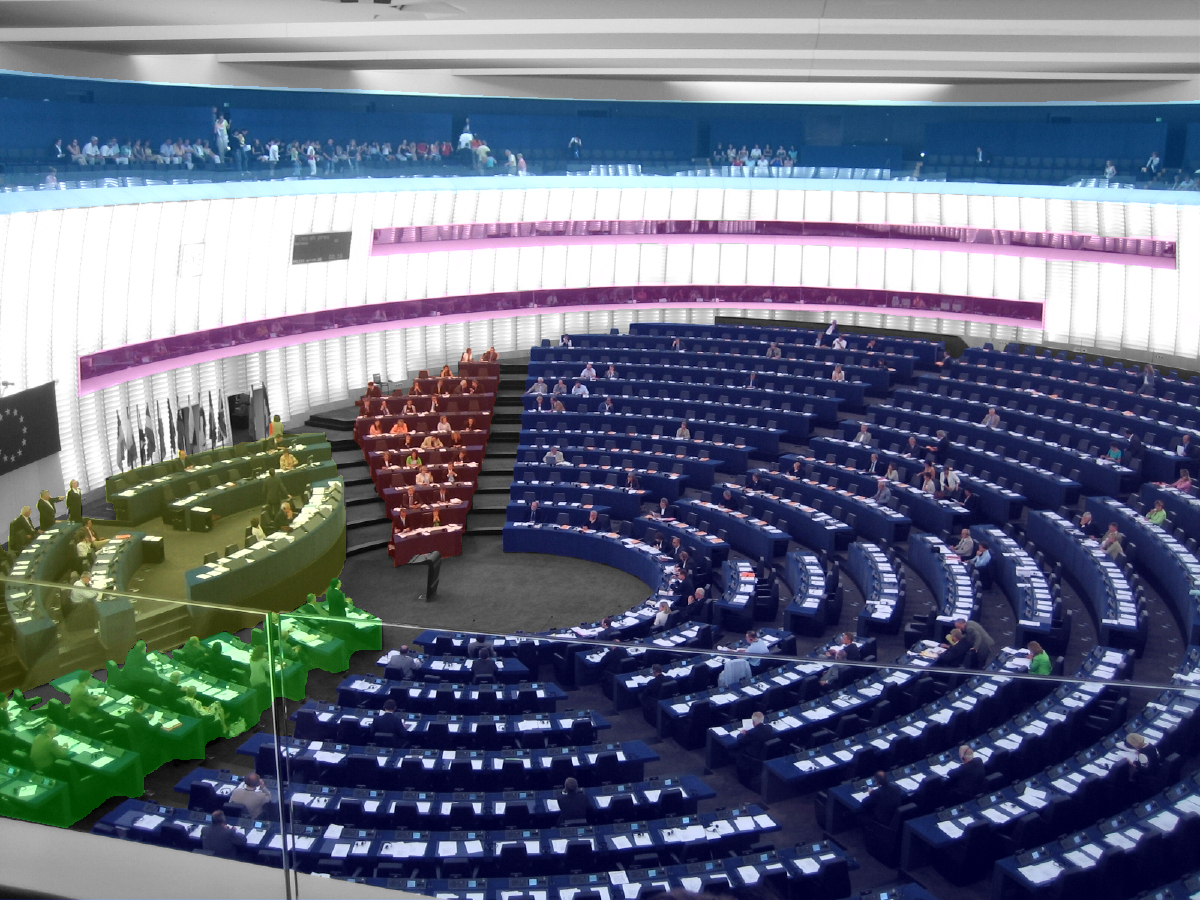
Rådets (röd), presidiets (gul) och kommissionens (grön) placering.

Europeiska kommissionen har rätt att närvara vid parlamentets samtliga sammanträden och kan uttala sig på egen begäran. Kommissionen måste muntligen eller skriftligen besvara alla frågor som ställs av Europaparlamentets ledamöter. Europaparlamentet kan också kräva att kommissionen lägger fram ett lagförslag inom en viss tid, vilket dock inte är bindande för kommissionen. Sedan 2010 håller kommissionsordföranden ett årligt ”tal om tillståndet i unionen” inför Europaparlamentet i september månad. Talet är inspirerat av den amerikanska presidentens årliga ”tal om tillståndet i nationen” inför USA:s kongress och följs av en allmän debatt i kammaren. I oktober månad antar kommissionen sitt arbetsprogram för nästföljande år som innehåller övergripande mål och en detaljerad sammanställning av vilka lagförslag som kommer att läggas fram mot bakgrund av ordförandens politiska program och tal om tillståndet i unionen. I december månad håller Europaparlamentet en debatt om arbetsprogrammet. Även Europeiska rådet och Europeiska unionens råd kan bjudas in till parlamentet. Vid varje halvårsskifte presenterar stats- eller regeringschefen från den medlemsstat som utövar det halvårsvisa roterande ordförandeskapet i Europeiska unionens råd sitt politiska program. I slutet av denna period sammanfattar stats- eller regeringschefen ordförandeskapets arbete. Rådets ordförande har även möjlighet att närvara vid andra sammanträden. Europaparlamentet har också en kontinuerlig dialog med den höga representanten för utrikes frågor och säkerhetspolitik.

#### Ansvarsfrihet och misstroendeförklaring
Europaparlamentet beviljar Europeiska kommissionen ansvarsfrihet för genomförandet av budgeten på rekommendation av rådet och mot bakgrund av rapporter från Europeiska revisionsrätten. Parlamentet har vid två tillfällen nekat kommissionen ansvarsfrihet; den första gången var 1984 och den andra gången var 1998. Det andra fallet ledde till att en undersökningskommitté tillsattes för att utreda oegentligheter inom kommissionen. Kommitténs resultat ledde till att Europeiska socialdemokratiska partiet som sista stora parti i parlamentet drog tillbaka sitt stöd för kommissionen, som därmed inte längre hade tillräckligt förtroende för att kunna sitta kvar. Kommissionen Santer avgick följaktligen innan någon formell misstroendeförklaring antogs av parlamentet.

#### Framställningar och Europeiska ombudsmannen
Alla unionsmedborgare samt alla fysiska eller juridiska personer som är bosatta eller har sitt säte inom unionen har rätt att ensamma eller i grupp göra en framställning till Europaparlamentet i frågor som rör unionens befogenhetsområden och som direkt berör den klagande. Europaparlamentet utser också för en period av fem år i taget en europeisk ombudsman, som ansvarar för att ta emot och undersöka klagomål från allmänheten om missförhållanden inom unionens institutioner, organ eller byråer, med undantag för EU-domstolen när den utövar sin domstolsfunktion. Ombudsmannen undersöker och rapporterar om dessa klagomål till parlamentet. Om ombudsmannen finner att missförhållanden råder ska han eller hon översända frågan till den berörda institutionen, organet eller byrån, som har tre månader på sig att ge sina synpunkter på klagomålet. Mot bakgrund av svaret ska ombudsmannen rapportera tillbaka till den berörda institutionen, organet eller byrån samt till Europaparlamentet. Varje år presenterar ombudsmannen en sammanfattande årsrapport för Europaparlamentet om resultatet av alla klagomål. Ombudsmannen är helt oavhängig i sin ämbetsutövning och får varken begära eller ta emot instruktioner från någon regering eller någon av unionens institutioner, organ eller byråer. Ombudsmannen kan endast avsättas av EU-domstolen på begäran av Europaparlamentet om han eller hon har gjort sig skyldig till allvarlig försummelse eller inte längre uppfyller kraven för att få vara ombudsman.

### Förbindelser med de nationella parlamenten
Europaparlamentet upprätthåller nära förbindelser med de nationella parlamenten i medlemsstaterna. Det är talmanskonferensen som har ansvaret att sköta dessa förbindelser. Europaparlamentet informerar de nationella parlamenten om sin verksamhet. Två gånger om året sammanträder konferensen mellan de parlamentariska organen för EU-frågor vid Europeiska unionens parlament (Cosac), bestående av sex företrädare för Europaparlamentet (däribland de två vice talmän som ansvarar för förbindelserna med de nationella parlamenten) samt sex företrädare för varje nationellt parlaments organ för EU-frågor. Syftet med konferensen är att främja utbytet av information.

## Säte och administration
Europaparlamentets ledamöter bistås av dess sekretariat, som leds av institutionens generalsekreterare. Generalsekreteraren utses av parlamentets presidium, som även fastställer bestämmelserna om generalsekretariatet.
Bruttoarvodet för en ledamot av Europaparlamentet uppgår till 38,5 procent av bruttolönen för en domare i EU-domstolen. Den 1 juli 2023 motsvarade det ett arvode på 9 975,42 euro per månad för parlamentarikerna. Innan valet 2009 var arvodet beroende av vilken medlemsstat ledamoten kom ifrån då det sattes utifrån vad de nationella parlamentsledamöterna i respektive medlemsstat tjänade. Dessa bestämmelser ändrades efter år av diskussioner till att innebära lika arvode för alla ledamöter. Arvodet beskattas med en särskild europeisk skatt (nettoarvodet 2023 var 7 776,06 euro), men är i de flesta medlemsstater även föremål för nationell beskattning. Ledamöterna kan pensionera sig vid 63 år och erhålla full pension från parlamentet på upp till 70 procent av bruttoarvodet.

### Kontroverser kring sätet

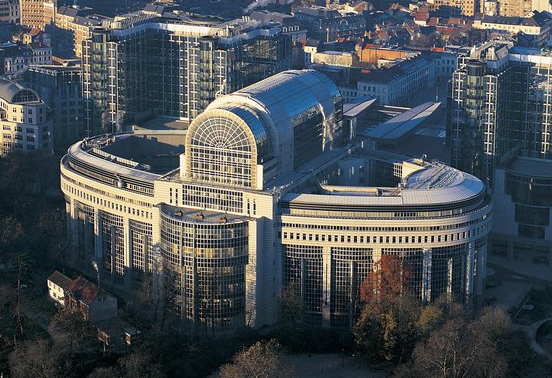
Parlamentets säte i Bryssel, Belgien, där bland annat utskottssammanträdena hålls.

Enligt grundfördragen ska sätena för Europeiska unionens institutioner, organ och byråer beslutas i samförstånd mellan medlemsstaternas regeringar. Genom ett protokoll som fogades till unionens grundfördrag genom Maastrichtfördraget den 1 november 1993, fastställdes sätena för unionens institutioner, däribland Europaparlamentet. Enligt protokollet ska parlamentets officiella säte ligga i Strasbourg, Frankrike, men dess sekretariat vara förlagt till Luxemburg. Dessutom ska parlamentet hålla sina utskottssammanträden och extrainsatta plenarsammanträden i Bryssel, Belgien. I praktiken har därför parlamentet tre olika säten. Beräkningar av Europeiska gröna partiet visar att administrationen och de extra transporter som de olika sätena medför kostar unionsmedborgarna 200 miljoner euro varje år och bidrar samtidigt med 20 268 ton koldioxid. En studie från 2011 bekräftade dessa siffror. En studie av Europeiska revisionsrätten uppskattade kostnaden till 114 miljoner euro per år.
På grund av de ekonomiska och miljömässiga kostnaderna som de tre sätena medför har olika initiativ tagits för att försöka begränsa parlamentet till Bryssel. Stödet för ett enda säte är stort bland ledamöterna i parlamentet. 88 procent av dem uttryckte i en undersökning 2011 att de föredrog att parlamentet skulle ha ett enda säte, varav 91 procent föredrog Bryssel. Stödet för ett enda säte har varit kompakt bland parlamentets ledamöter under de senaste åren, med ett stöd på 69 procent 2000, 72 procent 2006 och 70 procent 2010. Ett initiativ av dåvarande Europaparlamentarikern Cecilia Malmström i maj 2006, inspirerad av idén om ett europeiskt medborgarinitiativ, nådde över en miljon underskrifter, men eftersom frågan om institutionernas säten inte är ett av kommissionens befogenhetsområden kan den inte vidta några åtgärder. Inte heller parlamentet, som är den enda församlingen i världen med mer än ett säte, har rätt att fastställa sitt eget säte. I enlighet med fördragen kan endast medlemsstaternas regeringar med enhällighet ändra sätenas placering. I synnerhet den franska regeringen, som inte har låtit sig påverkas av någon kampanj, har meddelat att parlamentets säten är en ”icke-förhandlingsbar fråga”. I mars 2011 försökte parlamentet kringgå bestämmelserna genom att slå samman två månadssessioner till en och samma vecka och på så sätt i praktiken kunna undvika en av sessionerna i Strasbourg. Efter klagomål från Frankrikes regering meddelade EU-domstolen den 13 december 2012 att beslutet inte var förenligt med fördragen.

### Språkanvändning

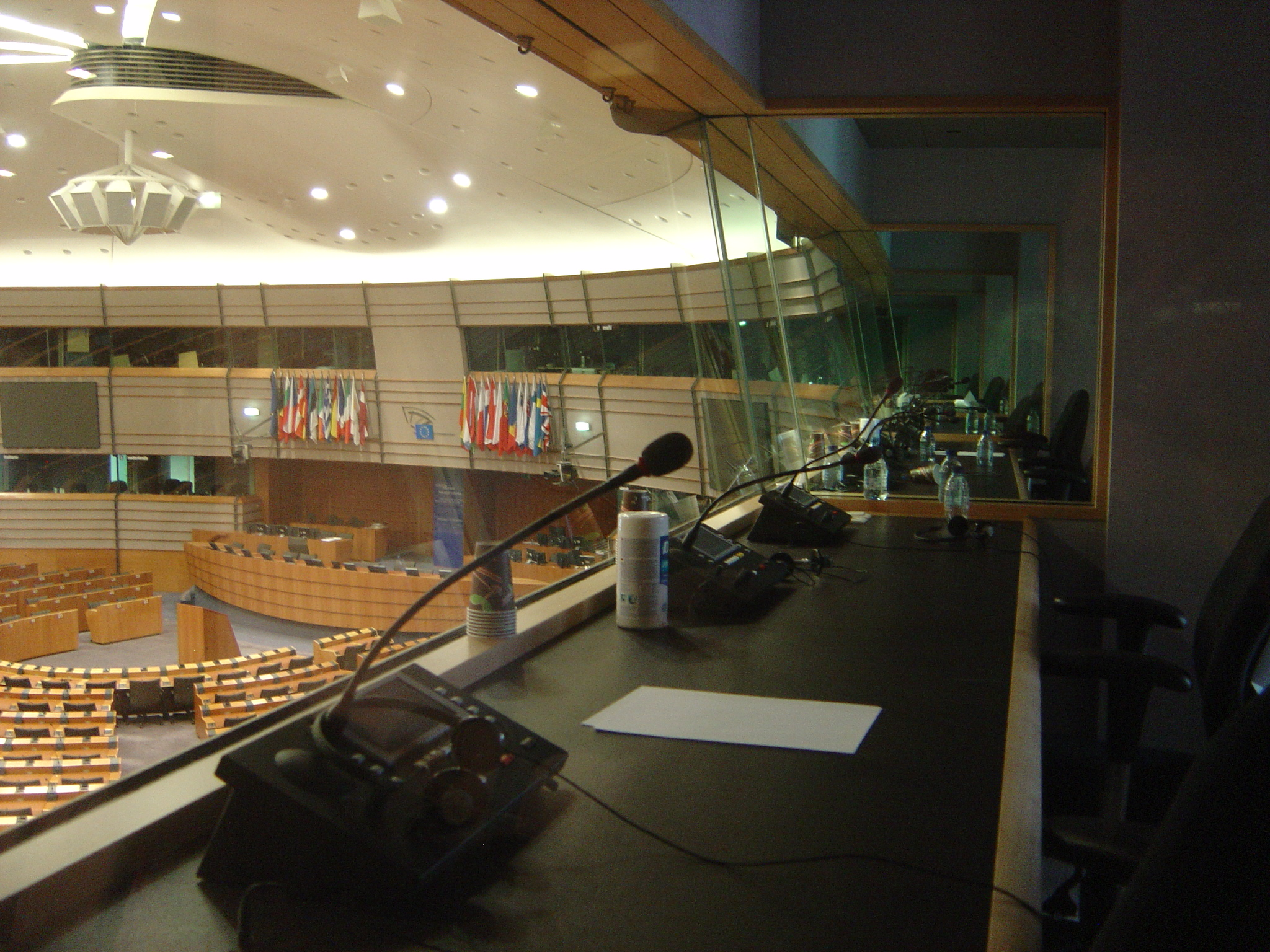
Tolkarnas läktare i Europaparlamentet.

I Europaparlamentet har alla unionens 24 officiella språk samma status. Alla handlingar avfattas på samtliga av språken och institutionen använder alla språk i sitt löpande interna arbete. Ledamöterna har rätt att hålla sina anföranden på det officiella språk som de själva önskar, och simultantolkning sker mellan språken vid alla sammanträden i parlamentet. Vid utskotts- och delegationssammanträden sker dock översättning endast från och till de språk som de närvarande ledamöterna använder och begär.
Den omfattande språkanvändningen gör Europaparlamentet till det flerspråkigaste parlamentet i världen. Parlamentet har cirka 270 fast anställda tolkar och en reservpool med 1 500 externa ackrediterade tolkar som kan användas vid behov. Därtill har parlamentet över 600 översättare, vilket gör institutionen till en av världens största arbetsgivare av både tolkar och översättare.

### Öppenhet och tillgång till handlingar
Enligt fördraget om Europeiska unionens funktionssätt ska ”unionens institutioner, organ och byråer utföra sitt arbete så öppet som möjligt”. Europaparlamentets sammanträden och handlingar ska enligt fördraget vara offentliga. Dessa bestämmelser bekräftas i parlamentets arbetsordning. Utöver sammanträdena i kammaren är normalt också utskottens sammanträden öppna för allmänheten. Sammanträdena är möjliga att följa i direktsändning eller i efterhand via parlamentets webbplats. Alla unionsmedborgare samt alla fysiska eller juridiska personer som är bosatta eller har sitt säte inom unionen har också rätt att få tillgång till Europaparlamentets handlingar. De flesta handlingarna finns tillgängliga på parlamentets webbplats, medan övriga lämnas ut efter skriftlig begäran. Tillgången till Europaparlamentets handlingar regleras, i likhet med tillgången till rådets och kommissionens handlingar, av offentlighetsförordningen. Alla lagstiftningsakter måste offentliggöras i Europeiska unionens officiella tidning.